# العلاقات النيجرية المصرية
العلاقات النيجرية المصرية هي العلاقات الثنائية التي تجمع بين النيجر ومصر.

## مقارنة بين البلدين
هذه مقارنة عامة ومرجعية للدولتين:
| وجه المقارنة                                              | النيجر          | مصر           |
| --------------------------------------------------------- | --------------- | ------------- |
| المساحة (كم2)                                             | 1.27 مليون      | 1.01 مليون    |
| عدد السكان (نسمة)                                         | 21.48 مليون     | 94.80 مليون   |
| الكثافة السكانية (ن./كم²)                                 | 16.91           | 93.86         |
| العاصمة                                                   | نيامي           | القاهرة       |
| اللغة الرسمية                                             | لغة فرنسية      | اللغة العربية |
| العملة                                                    | فرنك غرب أفريقي | جنيه مصري     |
| الناتج المحلي الإجمالي (بليون دولار)                      | 8.12 مليار      | 235.37 مليار  |
| الناتج المحلي الإجمالي (تعادل القوة الشرائية) بليون دولار | 19.01 مليار     | 998.67 مليار  |
| الناتج المحلي الإجمالي الاسمي للفرد دولار أمريكي          | 358             | 3.61 ألف      |
| الناتج المحلي الإجمالي للفرد دولار أمريكي                 | 938             |               |
| مؤشر التنمية البشرية                                      | 0.348           | 0.690         |
| رمز المكالمات الدولي                                      | +227            | +20           |
| رمز الإنترنت                                              | .ne             | .eg، .مصر     |
| المنطقة الزمنية                                           | ت ع م+01:00     | ت ع م+02:00   |

## منظمات دولية مشتركة
يشترك البلدان في عضوية مجموعة من المنظمات الدولية، منها:
| علم المنظمة | اسم المنظمة                               | تاريخ انضمام النيجر | تاريخ انضمام مصر |
| ----------- | ----------------------------------------- | ------------------- | ---------------- |
|             | مؤسسة التنمية الدولية                     | 24 أبريل 1963       | 26 أكتوبر 1960   |
|             | يونسكو                                    | 10 نوفمبر 1960      | 22 يناير 1947    |
|             | وكالة ضمان الاستثمار متعدد الأطراف        | 10 مايو 2012        | 12 أبريل 1988    |
|             | الأمم المتحدة                             | 20 سبتمبر 1960      | 24 أكتوبر 1945   |
|             | الفريق المعني برصد الأرض                  | ?                   | فبراير 2005      |
|             | الاتحاد البريدي العالمي                   | ?                   | ?                |
|             | البنك الدولي للإنشاء والتعمير             | 24 أبريل 1963       | 27 ديسمبر 1945   |
|             | منظمة التعاون الإسلامي                    | ?                   | 25 سبتمبر 1969   |
|             | الاتحاد الدولي للاتصالات                  | 14 نوفمبر 1960      | 9 ديسمبر 1876    |
|             | مؤسسة التمويل الدولية                     | 7 يناير 1980        | 20 يوليو 1956    |
|             | المركز الدولي لتسوية المنازعات الاستشارية | 14 ديسمبر 1966      | 2 يونيو 1972     |
|             | منظمة التجارة العالمية                    | ?                   | 30 يونيو 1995    |
|             | منظمة الشرطة الجنائية الدولية             | ?                   | 7 سبتمبر 1923    |
|             | الاتحاد الأفريقي                          | ?                   | 9 يوليو 2002     |
|             | البنك الإفريقي للتنمية                    | ?                   | 10 سبتمبر 1964   |

## وصلات خارجية
- موقع وزارة الخارجية المصرية